# Simon Vanesse
Simon Vanesse é um cineasta francês. Como reconhecimento, foi nomeado ao Oscar 2008 na categoria de Melhor Animação em Curta-metragem por Même les pigeons vont au paridis.